# Театральная площадь (Сочи)
Театра́льная пло́щадь — площадь у Зимнего театра в Центральном микрорайоне Центрального района города Сочи, Краснодарский край, Россия.

## Описание
Площадь является началом Театральной улицы и разворотом городских автобусов и стоянкой такси перед величественным зданием Зимнего театра, обращённого к площади фасадом. Площадь является номинальной, так как не имеет ни одного здания, имеющего на ней свой почтовый адрес. От неё отходят Театральная и Черноморская улицы, а также проезд, идущий вокруг театра.
Площадь близка к морю, с которого хорошо видна, и как бы утёсом нависает над долиной. Направо от площади, по самому обрыву берега, проходит городской бульвар, и проходит вторая продольная улица города — Орджоникидзе.
Во время проведения кинофестиваля «Кинотавр», площадь преобразуется: на ней монтируются экран, сиденья и красная ковровая дорожка.

## История
Площадь заложена одновременно с постройкой театра. До реконструкции, Курортный проспект, при выходе из города, поворачивал между последним кварталом города и долиной реки Верещагинки, и серпантином спускался в долину, огибая площадь. После постройки театра, проспект прошёл с северной стороны участка театра, по прямой линии, к Верещагинскому виадуку.
9 мая 1945 года здесь состоялся митинг, посвящённый Дню Победы в Великой Отечественной войны. В советское время с площади взлетали вертолёты по направлению в Красную Поляну; а также стартовала первомайская колонна. Одно время здесь хотели установить фонтан «Царевна-Лебедь» (1955) — в итоге установлен в парке «Дендрарий».
В 2022 году рассматривалась возможность реконструкции и благоустройства площади.

## Ансамбль
Доминанта площади — Зимний театр. Правее расположена старейшая в городе гостиница «Приморская».

## Транспорт
До площади доходят и имеют конечную остановку «Зимний театр» автобусы № 8 и 38.